# Hjördis Töpel
Hjördis Töpel (n. 4 ianuarie 1904, Göteborg, Suedia – d. 17 martie 1987, Göteborg, Suedia) a fost o înotătoare ce a reprezentat Suedia, medaliată olimpică. A participat la 2 ediții ale Jocurilor Olimpice (1924, 1928) în care a câștigat două medalii de bronz.